# Oskar Svensson
Erik Oskar Svensson (Falun, 7 de septiembre de 1995) es un deportista sueco que compite en esquí de fondo.
Ganó una medalla de bronce en el Campeonato Mundial de Esquí Nórdico de 2025, en la prueba de velocidad por equipo.
Participó en dos Juegos Olímpicos de Invierno,  2022, ocupando el quinto lugar en Pyeongchang 2018 (velocidad individual) y el cuarto en Pekín 2022 (velocidad por equipo y relevo).

## Palmarés internacional
| Campeonato Mundial | Campeonato Mundial  | Campeonato Mundial | Campeonato Mundial   |
| Año                | Lugar               | Medalla            | Prueba               |
| ------------------ | ------------------- | ------------------ | -------------------- |
| 2025               | Trondheim (Noruega) | Medalla de bronce  | Velocidad por equipo |